# Deutsche Westfront 1944/1945
1944: Overlord · Dragoon · Mons · Market Garden · Scheldemündung · Aachen · Hürtgenwald · Queen · Elsass-Lothringen · Ardennen
1945: Nordwind · Bodenplatte · Blackcock · Colmar · Veritable · Grenade · Blockbuster · Lumberjack · Undertone · Plunder · Flashpoint · Aschaffenburg · Würzburg · Ruhrkessel · Friesoythe · Nürnberg
Die Deutsche Westfront 1944/1945 war in der Endphase des Zweiten Weltkriegs neben der Ostfront der bedeutendste Kriegsschauplatz in Europa. Sie entstand im Juni 1944 durch die Landung der Westalliierten in der Normandie, gefolgt von der Befreiung des besetzten Frankreich und Belgiens. Ein tieferer Einbruch ins Innere Deutschlands gelang den Alliierten im Jahr 1944 nicht mehr; die Front stabilisierte sich zeitweilig am Westwall. Im Winter 1944/45 waren die Ardennenoffensive und das Unternehmen Nordwind die beiden letzten größeren Aktionen der Wehrmacht, die den Kriegsausgang jedoch nicht mehr beeinflussten. Nach dem alliierten Durchbruch zum Rhein und dessen Überschreitung im März 1945 brach die deutsche Front zusammen. Kurz vor Kriegsende trafen sich die Spitzen der amerikanischen und sowjetischen Truppen bei Torgau an der Elbe, nach VE-Day (8. Mai 1945) besetzten die westlichen Alliierten kurzzeitig Teile der späteren Sowjetischen Besatzungszone.

## Vorgeschichte der Landung in Westeuropa

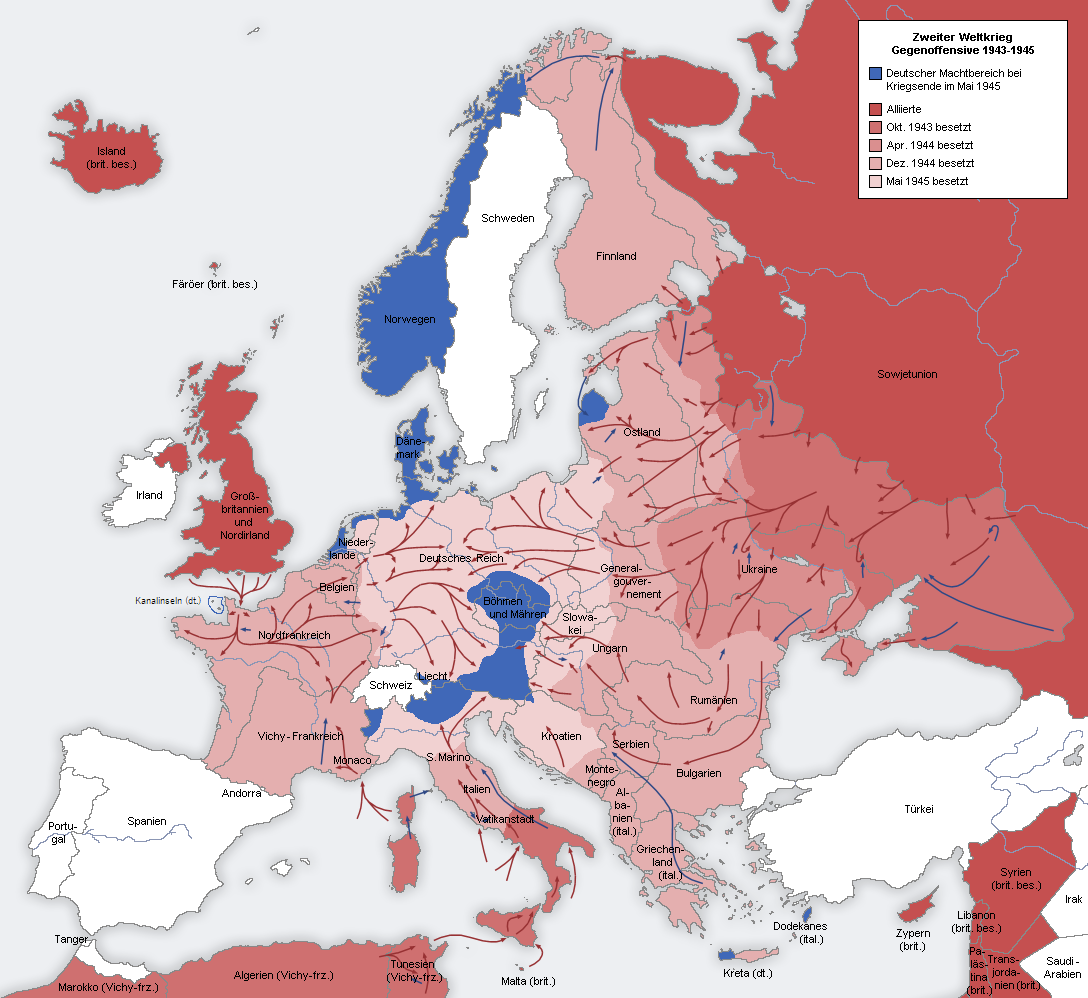
Gegenoffensive 1943–1945

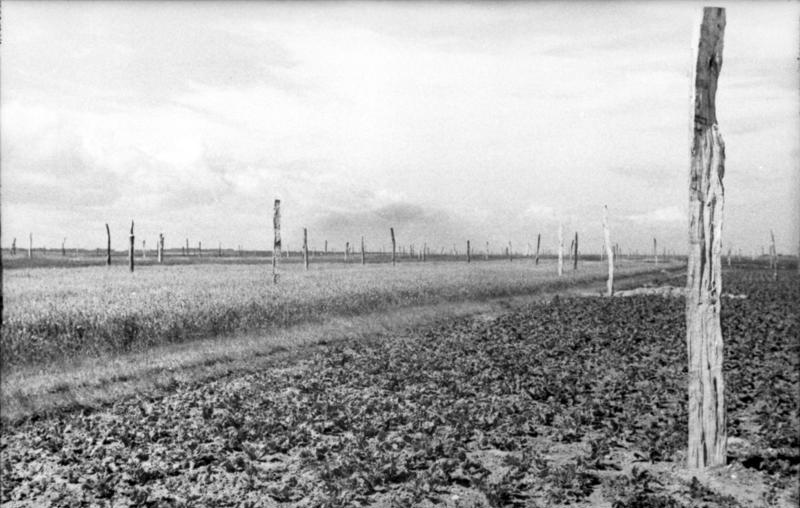
„Rommelspargel“ gegen Landung von Lastenseglern, Juni 1944 Frankreich

In Erwartung der von der Anti-Hitler-Koalition im Zweiten Weltkrieg geplanten Zweiten Front wurde im November 1943 die Heeresgruppe B der Wehrmacht unter ihrem Oberbefehlshaber Erwin Rommel nach Frankreich verlegt und dem Oberbefehlshaber West Gerd von Rundstedt unterstellt. Rommel wurde außerdem mit der Überwachung der Verteidigungsmaßnahmen am Atlantikwall beauftragt. In dieser Funktion war er Adolf Hitler direkt unterstellt.
Mit Jahresbeginn 1944 übernahm Rommel den Oberbefehl der Heeresgruppe B, die nördlich der Loire stand. Vom 21. Januar bis zum 29. Mai 1944 flog die deutsche Luftwaffe wieder Angriffe auf London.
Während die Westalliierten die Landung in der Normandie vorbereiteten und dazu große Mengen an Truppen, Waffen und Versorgungsmaterial in Südengland zusammenzogen, verstärkten die Deutschen ihre Küstenbefestigungen am Atlantikwall. Rommel ließ mit Durchsetzungswillen und Organisationsgeschick die Befestigungen an der Küste ausbauen. Er ließ unter anderem einfache Hindernisse aus Baumstämmen („Rommelspargel“) gegen Landungsboote und Lastensegler eingraben bzw. aufstellen.
Auf dem Papier waren die Zahlen beeindruckend, vor allem angesichts der Rückschläge der letzten zwei Jahre: Die Wehrmacht hatte noch immer 54 Divisionen in Westeuropa, 27 in Italien und 156 an der Ostfront (→ Deutsche Situation in der Normandie im Jahr 1944). Real standen jedoch nur 850.000 Mann im Westen bereit. Den meisten Infanteriedivisionen mangelte es an motorisierten Transportmitteln; sie waren unbewegliche („bodenständige“) Divisionen. Verstärkt wurden sie durch Einheiten der Ostlegionen, die sich hier überwiegend gut schlugen, auch wenn sie ständigen Luftangriffen ausgesetzt waren.
Auch die Panzerstärke der Wehrmacht war wenig ermutigend: Im Juni 1944 gab es nur zehn Panzerdivisionen und eine Panzergrenadierdivision, die weit hinter der Küstenlinie stationiert waren, nachdem Gerd von Rundstedt, General Leo Geyr von Schweppenburg und Hitler gegen den Willen Rommels beschlossen hatten, die Panzerreserve ins Hinterland zu verlegen. Insgesamt standen ihnen nur 1552 Panzer zur Verfügung. Nach Abzug von Fahrzeugen mit Wartungsproblemen standen den deutschen Panzerdivisionen durchschnittlich jeweils nur rund 100 einsatzbereite Panzer zur Verfügung, so dass sie zahlenmäßig weit unterlegen waren. Die totale Luftüberlegenheit der Westalliierten machte zudem praktisch jede Bewegung deutscher Panzerverbände bei Tage unmöglich.
Die deutschen Panzerdivisionen an der Ostfront hatten im Sommer 1943 erhebliche Verluste hinnehmen müssen, als sie versucht hatten, den Frontvorsprung bei Kursk von Feindkräften zu räumen (Unternehmen Zitadelle). Zudem hatten die Schlacht von Stalingrad 1942/43 und die deutsche Niederlage in ebendieser die personellen und materiellen Kräfte – und möglicherweise auch die Kampfmoral (Glaube an den Endsieg) – erheblich geschwächt.
Das grundlegende Dilemma der Invasionsabwehr war die Frage, wo der Gegner geschlagen werden sollte. Rommel war aufgrund seiner Erfahrungen in Afrika der Ansicht, dass dies in der Landezone geschehen müsse. Wenn der Gegner sich einmal festgesetzt hätte, wäre es aufgrund seiner Luftüberlegenheit unmöglich, ausreichende Kräfte zu seiner Vernichtung herbeizuführen. Rundstedt und Hitler hingegen hielten es für unmöglich, alle denkbaren Landezonen ausreichend zu verteidigen. Sie wollten Reserven im Hinterland bereithalten und diese einsetzen, sobald das Invasionsgebiet klar erkennbar war. Im Grunde hatten beide recht – allerdings nur im negativen Sinn. Rundstedt sah richtig, dass nicht genügend Kräfte da waren, um alle möglichen Landezonen zu verteidigen. Rommel hatte recht, was die Beurteilung der alliierten Luftherrschaft betraf. Da eine deutsche Luftaufklärung nicht mehr existierte, gab es auch keine Möglichkeit, die Landezonen rechtzeitig zu identifizieren.
Am Landungstag (D-Day) erwies sich die Meinungsverschiedenheit als fast gegenstandslos, da Rommel anlässlich des 50. Geburtstags seiner Ehefrau in Heimaturlaub war (angesichts schlechter Wettervorhersagen hielt er eine Invasion für unwahrscheinlich) und Rundstedt ohne Hitler nichts unternehmen durfte. Da niemand aus seinem Umfeld wagte, den auf dem Berghof weilenden Hitler wegen einer möglichen Falschmeldung zu wecken, erfuhr dieser erst zwischen 10.00 und 11.00 Uhr von der Invasion; anfangs hielt er sie für ein Ablenkungsmanöver, und zwei bei Paris in Reserve gehaltene Panzerdivisionen wurden erst gegen Mittag alarmiert. „Diese Verzögerung war entscheidend.“ Am Tag erlitten die Panzertruppen aufgrund alliierter Luftangriffe schwere Verluste an Männern und Material.

## Von der Landung in der Normandie bis zur Befreiung von Paris

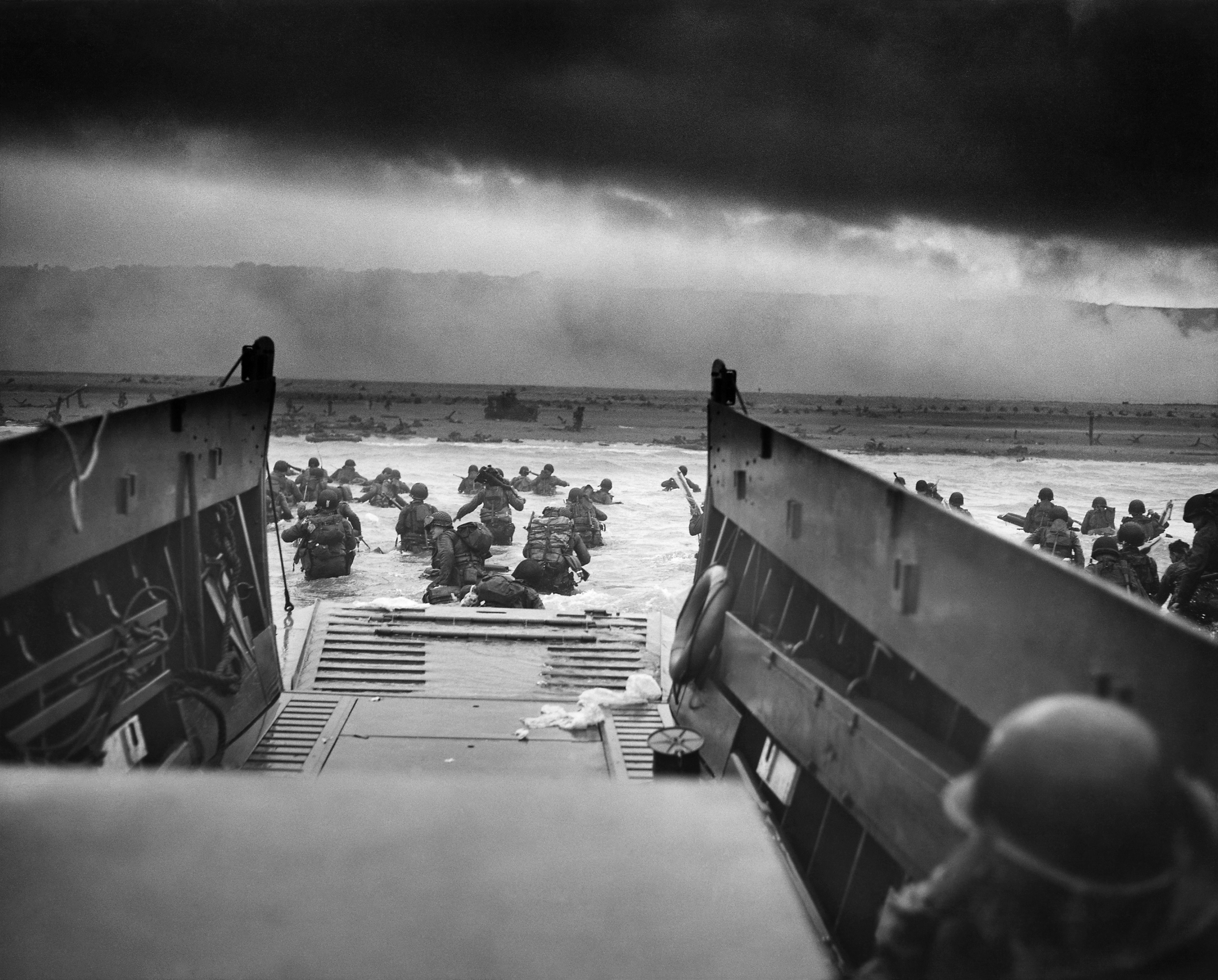
Into the Jaws of Death: US-Amerikaner landen am Omaha Beach am D-Day.

Am 6. Juni 1944 landeten die Alliierten in der Normandie. Der Plan für die Operation Overlord fußte auf ab 1941 ausgearbeiteten Invasionsplänen; der britische Lieutenant General (Generalleutnant) Sir Frederick E. Morgan hatte seine endgültige Fassung erarbeitet. Der Plan sah vor, mit vier Armeen zu landen und dann schnell ins Landesinnere vorzustoßen. Die Deutschen waren schlecht auf die Invasion eingestellt. Der deutsche Planungsstab und Hitler erwarteten die Landung immer an der Straße von Dover, der engsten Stelle des Ärmelkanals. Das Gebiet von Calvados, wo die Alliierten schließlich an Land gingen, wurde stellenweise nur mit einigen Metern Stacheldraht und ein paar MG-Nestern verteidigt. Trotz der falschen Erwartungen des OKW über den Ort der Invasion war die Normandieküste an vielen Stellen recht schwer befestigt. Das Invasionsgebiet war in fünf Landungsabschnitte aufgeteilt mit den Decknamen Juno, Gold, Sword (britisch/kanadische Landungsabschnitte), sowie Utah und Omaha (US-amerikanische Landungsabschnitte). Die Bombardierungen der Küste aus der Luft und von See verliefen planmäßig, verfehlten bei Omaha jedoch die erste deutsche Linie. Dies führte (zusammen mit der Tatsache, dass die Deutschen ohne Kenntnis der Alliierten eine zweite Division dort hatten) zu sehr schweren Verlusten der ersten Welle (etwa 70 %).
Am so genannten D-Day waren während der Operation Neptune, des eigentlichen Landungsunternehmens, fast 6.700 Schiffe und über 13.000 Flugzeuge beteiligt. Am frühen Morgen des 6. Juni starteten mehrere Luftlandeeinheiten (die 82. und 101. US-Luftlandedivision sowie die britische 6. Luftlandedivision) zu ihren Einsätzen im Hinterland. Wegen Navigationsfehlern und überraschend starken deutschen Flakfeuers erreichten viele Maschinen nicht die vorgesehenen Absprungzonen, so dass die Fallschirmjäger über weite Teile der Halbinsel Cotentin verteilt wurden.

Ein Soldat hält Ausschau nach Scharfschützen im heftig umkämpften Caen

Obwohl die Alliierten gewaltige Kräfte aufgeboten hatten, kamen sie stellenweise nur schleppend voran. Doch nicht zuletzt durch die alliierte Luftüberlegenheit und die selbst zerstörten französischen Bahngleise gelang es der deutschen Seite nicht, schnellstmöglich zusätzliche Einheiten in das Kampfgebiet der Normandie zu verlegen. Cherbourg im Norden der Cotentin-Halbinsel (Festungskommandant Karl-Wilhelm von Schlieben) fiel am 26. Juni nach starkem amerikanischen Artilleriebeschuss und heftigen Straßenkämpfen (→ Schlacht um Cherbourg).
Die Einnahme von Caen, ein Primärziel des ersten Landungstages, erwies sich für die alliierten Truppen der Briten und Kanadier an der Ostseite des Normandie-Brückenkopfes als deutlich schwieriger; erst nach sechs Wochen verlustreicher Kämpfe konnte die Stadt am 19. Juli vollständig besetzt werden (→Schlacht um Caen).

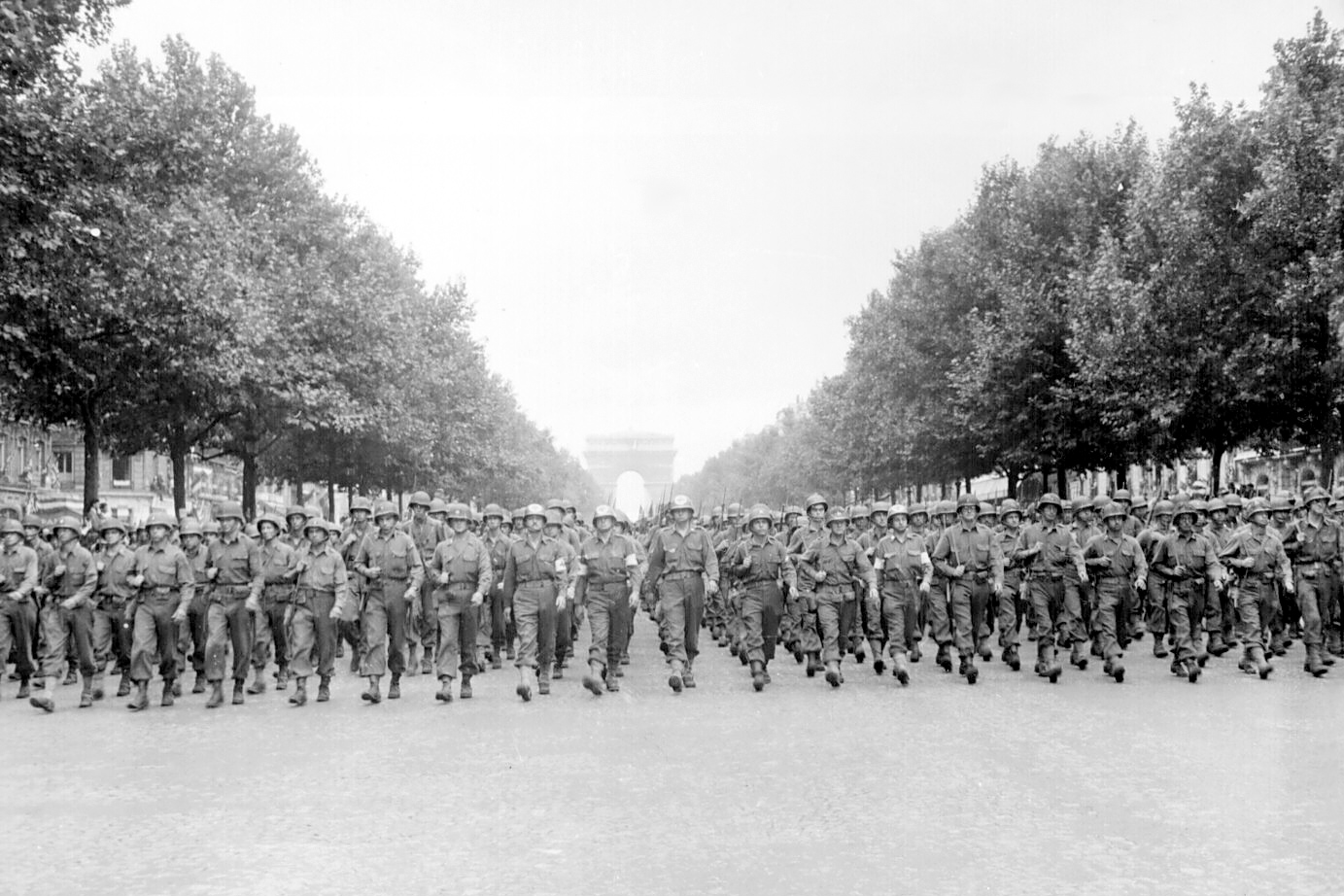
Amerikanische Truppen beim Parademarsch in Paris am 29. August 1944

Im westlichen Teil des Brückenkopfes in der Normandie unternahm die US-Armee ab dem 25. Juli eine Offensive aus der Linie Lessay – Saint-Lô, die am 31. Juli zum Ausbruch aus dem Landekopf bei Avranches führte (→Operation Cobra).
Hitler befahl dem OB West, Generalfeldmarschall Günther von Kluge, einen Gegenangriff über Mortain nach Avranches zu führen, um die schon von Patton durchgeschleusten Panzer- und Infanteriedivisionen wieder abzuschneiden (→ Operation Lüttich). Der Angriff begann in der Nacht zum 7. August, blieb aber schon im Laufe des Nachmittags vor allem durch die massive Luftüberlegenheit der Alliierten stecken. Danach konnten die ausgebrochenen US-Truppen nun ihrerseits die deutsche 7. Armee und die 5. Panzerarmee von Süden umfassen und mit den Briten und Kanadiern von Norden her den Kessel von Falaise bilden, in dem bis zum 21. August die deutschen Truppen in der Normandie weitgehend aufgerieben wurden. Hitler, der v. Kluge unterstellte, seine Pläne zu sabotieren, löste ihn am 16. August durch Feldmarschall Walter Model ab, der als „Retter der Ostfront“ galt und dies nun auch mit der Westfront nach der Niederlage durch das Landeunternehmen der Alliierten tun sollte.
Am 15. August begann eine zweite Invasion. Sie fand an der Côte d’Azur (Südfrankreich) zwischen Toulon und Cannes statt (→ Operation Dragoon). An der Landung waren etwa 5.000 Flugzeuge sowie 880 alliierte Seeschiffe (darunter vier Flugzeugträger, sechs Schlachtschiffe, 21 Kreuzer und über 100 Zerstörer, insgesamt 34 französische Schiffe und 1.370 Landungsboote) beteiligt. Drei amerikanische Divisionen bildeten die Angriffstruppen. Die Franzosen und US-Amerikaner konnten ohne entscheidenden Widerstand zügig in das Landesinnere vorstoßen.
Bereits am 16. August gab Hitler „den Befehl zur schrittweisen Räumung Südfrankreichs. Nur Marseille und Toulon sollen mit je 1 Div. gehalten werden. […] 18.8. Beginn des Rückzugs der H. Gr. G. von der span. Grenze und der Atlantikküste in Richtung auf die obere Marne, die Saône und die Schweizer Grenze.“
Am 25. August wurde Paris befreit (→ Befreiung von Paris). Der deutsche Stadtkommandant General Dietrich von Choltitz verweigerte Hitlers Befehl, die Stadt zu zerstören und ergab sich mit seinen Truppen kampflos. Model hatte zuvor alle auf Paris bezogenen Befehle ignoriert.

## Der Vormarsch zum Westwall und die deutsche Ardennenoffensive
Model, der es gewohnt war, sich bei Hitler durchsetzen zu können, organisierte sofort die Rettung möglichst vieler Truppen aus dem Kessel von Falaise und den anschließenden Rückzug über die Seine. Er kümmerte sich trotz Hitlers Befehlen nicht um die Verteidigung von Paris, machte mit drastischen Forderungen nach Truppenersatz Hitler die Sinnlosigkeit eines „Festhaltens“ in Frankreich klar und brachte die Reste des Westheeres über Belgien in die Niederlande und bis zum Westwall zurück. Die abziehenden deutschen Truppen – hinzu kamen die zurückgehende 15. Armee von der französischen Ärmelkanalküste und die 19. Armee mit einem riesigen Tross und Behördenapparat aus Süd- und Südwestfrankreich – wurden von den nachrückenden amerikanischen Panzertruppen bedrängt. Im Kessel von Mons schlossen die Amerikaner fünf Divisionen der 7. Armee ein und machten 30.000 Gefangene.
In Beaugency an der Loire ergab sich Generalmajor Botho Henning Elster mit über 18.000 Soldaten; dies war eine der größten deutschen Massenkapitulationen des Zweiten Weltkriegs. Elster „(hat) mit seiner befehlswidrigen Kapitulation vermutlich Tausende deutscher Soldaten und französischer Zivilisten vor dem Tod bewahrt […] und (wurde) dafür vom Reichskriegsgericht in Abwesenheit zum Tode verurteilt.“
Nach dem Verlust der Atlantikhäfen am Ärmelkanal und vor allem in der Bretagne (Schlacht um die Bretagne) setzte die Kriegsmarine ihren U-Boot-Krieg von Norwegen aus fort. Bis zum 1. September griffen die Deutschen von Abschussrampen in Nordfrankreich aus mit Raketen (V1, V2) London an. Mit Arbeiten an dem Projekt „Friesenwall“ sollte dem direkten Eindringen von alliierten Truppen an der deutschen Nordseeküste entgegengewirkt werden.
Mit einem den Briten kaum zugetrauten Tempovorstoß unterstrich Montgomery die Beweglichkeit auch seiner Panzerdivisionen und diese eroberten am 31. August Amiens, erreichten am 2. September die belgische Grenze bei Lille, am Tag darauf Brüssel und wiederum einen Tag später Antwerpen mit dessen Hafen. Das schnelle Vorrücken ließ viele alliierte Soldaten auf ein schnelles Kriegsende hoffen. Saul Padover berichtet, dass man in seiner Einheit überzeugt war, der Krieg werde spätestens am 15. Oktober beendet sein, nur „der Pessimist in unserer Einheit“ meinte, es könne noch mindestens bis November dauern.
Erst als die Westalliierten durch ihr Vorgehen an allen Fronten – mittlerweile marschierte auch Patton mit der 3. US-Armee an die obere Mosel bei Nancy (→ Kampf um Nancy bis 15. September 1944) und Metz (→ Kampf um Metz 27. August bis 13. Dezember 1944) auf das Saarland zu – Nachschubprobleme bekamen, mussten ihre Panzerdivisionen wegen Treibstoffmangels ab dem 11. September einen Stopp einlegen. Model nutzte die Atempause zur Konsolidierung seiner Verbände und zur Stabilisierung der deutschen Front.
Unterdessen konnten sich Montgomery und Eisenhower nicht über ein koordiniertes Vorgehen einigen. Der britische Marschall hatte Eisenhower, der am 1. September die unmittelbare Leitung aller Erdoperationen übernahm, vorgeschlagen,

„den rechten Flügel Pattons zu verhalten und mit dem linken zu schlagen, […]“ oder umgekehrt: „Wenn wir den Nachschub halbieren und überall auf breiter Front vorgehen, werden wir überall so schwach sein, dass wir nirgend mit Erfolg rechnen können. […] Eisenhower erwiderte, er beabsichtige nach wie vor, daß Patton ostwärts vorrücke und sich mit den aus Südfrankreich heranrückenden Kräften die Hand reiche.“

Nach weiteren Auseinandersetzungen – zuletzt noch am 10. September – befürwortete Eisenhower beide Unternehmungen und hoffte, dass der Nachschub ausreichen würde.
Das Problem war, dass die Versorgungsgüter zwar in der Normandie zur Genüge gestapelt waren, doch fehlten ausreichende Transportmittel. Da Bradley Patton begünstigte, wobei der Befehlshaber der 3. US-Armee auch fragwürdige Mittel einsetzte, erhielt Montgomery nicht genügend Treibstoff und Munition, um den von ihm verlangten konzentrierten Vorstoß auf das Ruhrgebiet zu einem durchschlagenden Erfolg machen zu können. Das dazu vorbereitete kombinierte Luftlande- und Bodentruppen-Unternehmen Market Garden bei Nijmegen und Arnheim endete mit einem Abwehrerfolg Models. Auch Patton konnte keinen Durchbruch gegenüber dem Westwall auf das Saarland hin erringen.
„Das Ergebnis war, daß beide Pläne vereitelt wurden.“
Bradley blieb zudem mit der 1. US-Armee vor Aachen blockiert. Zwar überschritt das VII. US-Korps am 12. September 1944 die deutsche Grenze und nahm am 14. September 1944 den im Süden Aachens gelegenen Ortsteil Kornelimünster ein, ohne dass es dort zu größeren Zerstörungen kam, doch kam der Vorstoß im Raum Stolberg zum Stehen. Die Schlacht um Aachen zog sich vom 2. bis zum 21. Oktober 1944.
Die Westalliierten versuchten ihre Nachschubwege mit im Kreis fahrenden LKW-Kolonnen (Red Ball Express) und zwei Treibstoff-Pipelines durch die Nordsee (Operation Pluto) auszubauen, doch sperrte Model ihnen bis Ende November den Hafen von Antwerpen (→ Schlacht an der Scheldemündung). Bis dahin konnte kein „kurzer Nachschubweg“ eingerichtet werden. Hinzu kam die notwendige Versorgung der französischen Bevölkerung, vor allem der Einwohner von Paris.

In Deutschland wurde fieberhaft an der Aufstellung der von Model geforderten neuen Divisionen gearbeitet, um den entscheidenden Frontbereich der Heeresgruppe B zu festigen. Zu Models Entlastung übernahm Feldmarschall Gerd von Rundstedt am 4. September wieder den Oberbefehl über die Westfront und mit den rasch zusammengebrachten Einheiten und Verstärkungen aus Italien 

„hatte die Wehrmacht innerhalb von drei Wochen nach dem Fall von Paris und der vernichtenden Niederlagen der deutschen Armeen in der Schlacht um Frankreich ihr Gleichgewicht fast wieder hergestellt; jedenfalls war sie nicht mehr 'im Laufen'.“

Im Oktober 1944 waren die deutschen Kampffronten im Westen und im Osten wieder gefestigt.
Kaum war die Lage nach dem britischen Rückzug von Arnheim wieder einigermaßen konsolidiert, befasste sich Hitler mit dem Plan einer Gegenoffensive. „Am 8. Oktober legte Jodl den Entwurf zu einer Ende November durch die Ardennen mit dem Ziel Antwerpen zu eröffnenden Offensive vor.“ Zwar hatte er gegen Patton einige der neuen Panzerbrigaden „verheizt“, doch gelang es ihm, die 6. Panzerarmee aufzustellen; bis zum Angriff sollten insgesamt 32 Divisionen zur Verfügung stehen. Die deutsche Panzer- und Sturmgeschütz-Produktion ging nun fast komplett an die Westfront.
Nach heftigen Kämpfen eroberten US-Truppen am 21. Oktober mit Aachen die erste deutsche Stadt. Anschließend wurden die verkehrstechnisch wichtigen Städte Euskirchen (Brücken über die Erft) und Düren sowie Jülich (beide an der Rur) vollständig zerstört und Heinsberg (an der Rur; nördliches Ende des Westwalls) schwer verwüstet. Am 22. November erreichten weiter südlich Truppen der US Army Metz und Straßburg. Ab Mitte Dezember 1944 versuchte die Wehrmacht mit der Ardennenoffensive vergeblich, die Initiative im Westen zurückzugewinnen. Das Operationsziel, die Front der Westalliierten zu spalten und bis nach Antwerpen vorzustoßen, wurde nicht erreicht.

## Vormarsch zum Rhein
Die Ardennenoffensive löste eine Umgliederung der alliierten Truppen aus. Dies begünstigte eine von Hitler zum Jahreswechsel 1944/45 gestartete Offensive im Unterelsass (Unternehmen Nordwind), die jedoch ebenso wie die Ardennenoffensive scheiterte. Der Zusammenbruch der Ostfront infolge der Weichsel-Oder-Operation führte schließlich zu einer Ausdünnung der Westfront, womit die Initiative endgültig an die Alliierten ging. Alliierte Truppen zerschlugen vom 19. Januar bis zum 9. Februar den Brückenkopf Elsass (zweiter Teil der Operation Colmar) und eroberten im Rahmen der Operation Blackcock (14. – 27. Januar 1945) das Rur-Dreieck („Roer Triangle“) etwa zwischen den Städten Roermond, Sittard und Heinsberg. Am 10. Februar 1945 ging endlich die Schlacht im Hürtgenwald zu Ende.
Die Alliierten traten am 7. Februar zu Operationen an, die sie in den Besitz des Rheinlandes bringen sollten:
- Operation Veritable (= Schlacht im Reichswald, 7. – 22. Februar) und Operation Grenade (ab 8. Februar; Überquerung der Rur)
- Operation Lumberjack (1. – 7. März; Vormarsch zum Rhein bis rheinaufwärts zur Mosel)

Am 7. März erreichten sie die noch intakte Rheinbrücke von Remagen südlich von Bonn (und damit südlich des Ruhrgebiets). An Mosel und Saar fand ab Mitte März die Operation Undertone statt.

## Rheinüberquerung und Vormarsch ins Innere des Reiches

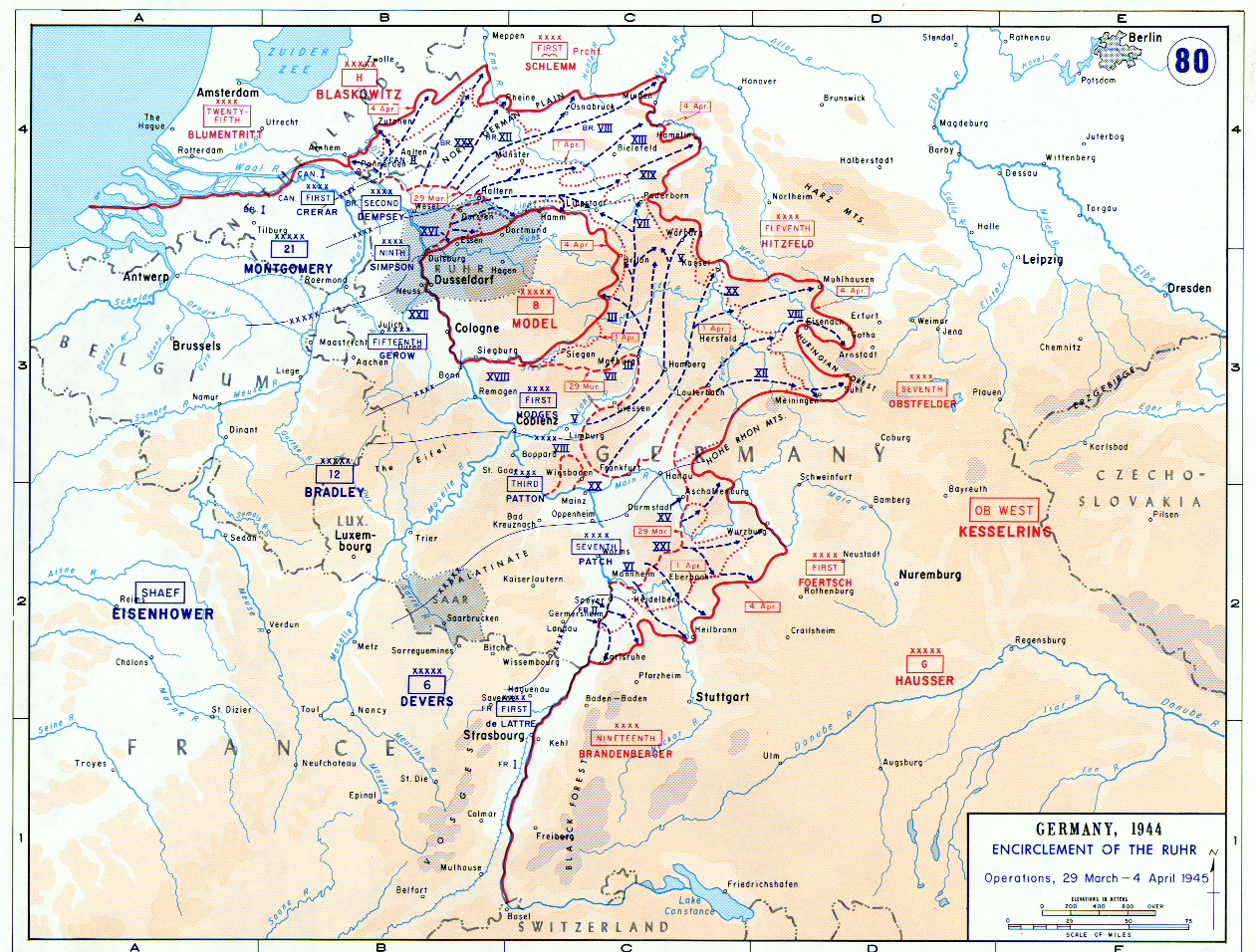
Frontverlauf zwischen 29. März und 4. April 1945

Amerikanische Truppen überquerten in der Nacht vom 22. auf den 23. März 1945 bei Nierstein den Rhein und stießen durch das Hessische Ried, das bis zum 24. März 1945 unter teils schweren Kämpfen erobert wurde, vor. Anschließend kesselten die Truppen unter General Patton das am 11. September 1944 durch einen Luftangriff, die sogenannte Brandnacht, zerstörte Darmstadt ein, das am 25. März 1945 (Palmsonntag) kapitulierte. Am 23. März begann die Rheinüberquerung nördlich des Ruhrgebiets bei Wesel (Operation Plunder). Dabei fand mit der Operation Varsity noch einmal eine größere Luftlandeoperation statt.
Der Großteil der Heeresgruppe B der Wehrmacht unter Feldmarschall Model wurde am 1. April im sogenannten Ruhrkessel eingeschlossen. Der organisierte Widerstand im Kessel endete am 18. April, über 300.000 Soldaten gingen in Gefangenschaft. Am selben Tag nahmen die US-Truppen Magdeburg ein, einen Tag später Leipzig.

## Kriegsende

Zwei Panzerabwehrinfanteristen des 101. Infanterie-Regiments ducken sich, nachdem ein deutscher Benzintank-Anhänger auf dem Marktplatz von Kronach explodierte. Anmerkung: Die Szene wurde für die Aufnahme gestellt.

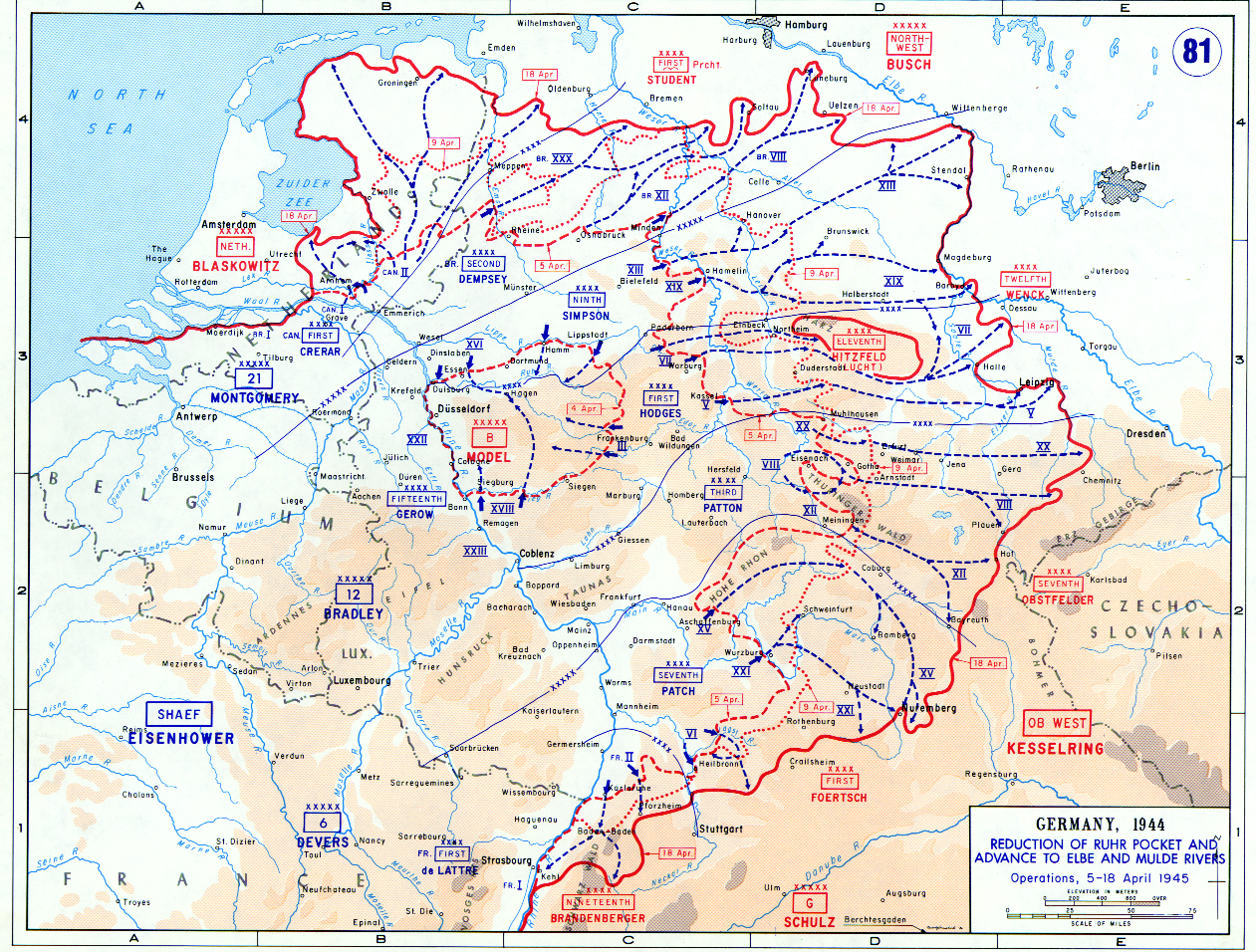
Alliierter Vormarsch bis zum 18. April 1945

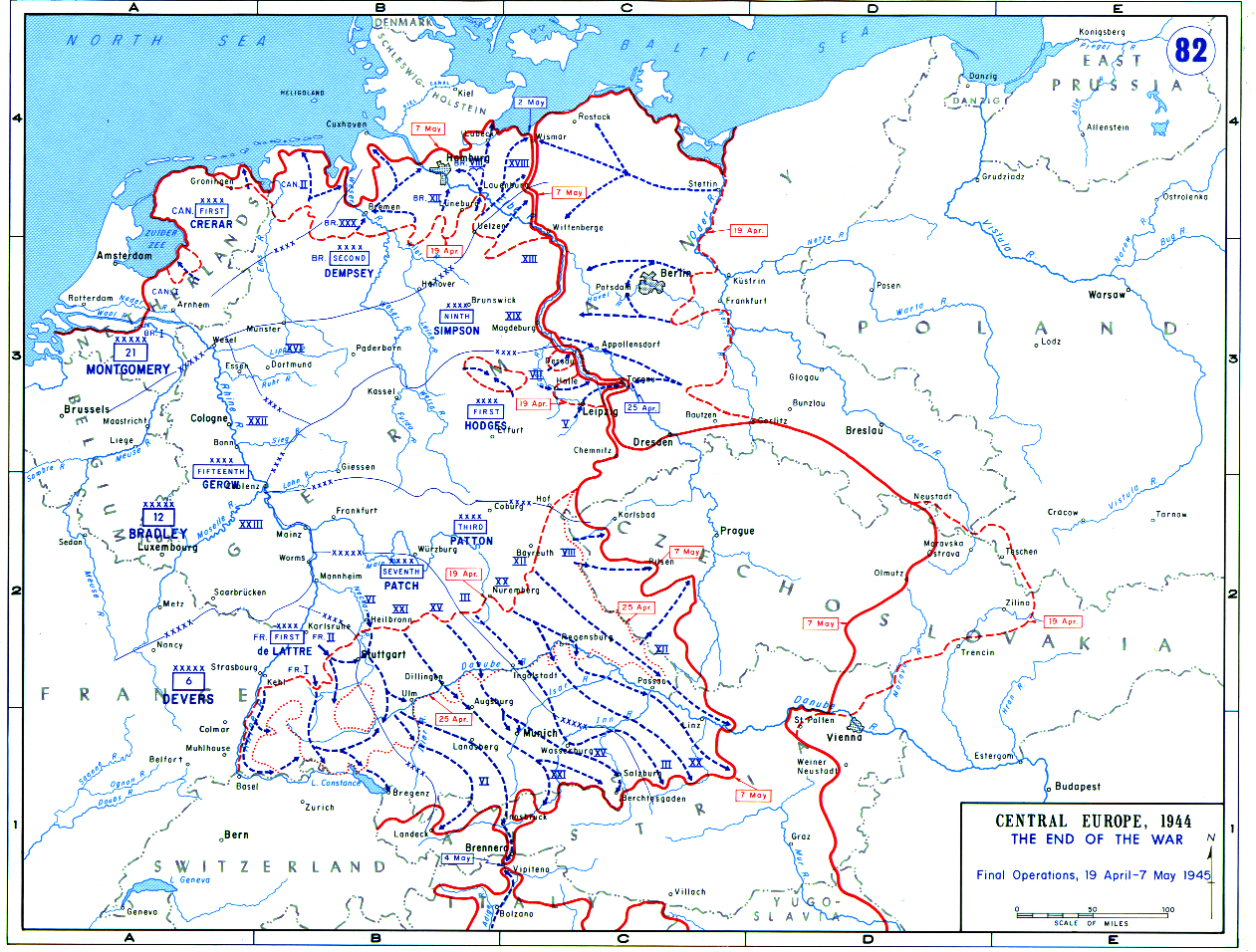
Schlussoperationen des Krieges in Europa, Lagebild am Tag der bedingungslosen Kapitulation, 7. Mai 1945

Am 25. April trafen sich US-amerikanische und sowjetische Truppen in Torgau an der Elbe. Nach dem Elbe Day war der Einflussbereich der Deutschen zweigeteilt. Am 26. April fiel Bremen an die Briten, die weiter nach Nordosten zogen. Sie nahmen Lübeck am 2. Mai, während die 6. Luftlandedivision bis Wismar vormarschierte, wohl auch, um die Rote Armee daran zu hindern, nach Schleswig-Holstein vorzustoßen. Am 3. Mai kapitulierte Hamburg. Am 5. Mai kapitulierte Generaloberst Johannes Blaskowitz, dessen Truppen in der „Festung Holland“ abgeschnitten worden waren.
Während die britischen Einheiten Nordwestdeutschland eroberten, wandten sich die US-Amerikaner nach Süden: Sie besetzten am 30. April München. Stuttgart fiel am 22. April an die französische Armee, die nach Süden bis Vorarlberg vordrang. Einheiten der 7. US-Armee trafen am 3. Mai am Brennerpass mit ihren Landsleuten zusammen, die von Süden her Oberitalien besetzt hatten. Die 3. US-Armee drang bis nach Westböhmen und Oberösterreich vor und befreite am 5. Mai das KZ Mauthausen.
In Italien fiel Bologna am 19. April an die US-Truppen; in Genua kapitulierte am 25. April Generalmajor Günther Meinhold gegenüber den Partisanen (CLN). Einen Tag später ergriffen italienische Partisanen in Dongo den gestürzten „Duce“ Benito Mussolini und erschossen ihn. Am 2. Mai kapitulierten die deutschen Einheiten in Italien, am selben Tag marschierte die britische Armee in Triest ein.
Am 8. Mai 1945 kapitulierten die letzten verbliebenen deutschen Einheiten. Alfred Jodl unterschrieb die bedingungslose Kapitulation in Reims und Wilhelm Keitel in Berlin-Karlshorst. Damit war der Krieg in Europa beendet.